# Municipio de Lyon (condado de Geary)
El municipio de Lyon (en inglés: Lyon Township) es un municipio ubicado en el condado de Geary en el estado estadounidense de Kansas. En el año 2010 tenía una población de 305 habitantes y una densidad poblacional de 2,67 personas por km².

## Geografía
El municipio de Lyon se encuentra ubicado en las coordenadas 38°55′24″N 96°51′45″O / 38.92333, -96.86250. Según la Oficina del Censo de los Estados Unidos, el municipio tiene una superficie total de 114.11 km², de la cual 112,01 km² corresponden a tierra firme y (1,84 %) 2,1 km² es agua.

## Demografía
Según el censo de 2010, había 305 personas residiendo en el municipio de Lyon. La densidad de población era de 2,67 hab./km². De los 305 habitantes, el municipio de Lyon estaba compuesto por el 98,36 % blancos, el 0,33 % eran amerindios, el 0,33 % eran de otras razas y el 0,98 % eran de una mezcla de razas. Del total de la población el 2,62 % eran hispanos o latinos de cualquier raza.